# Stanisław Kopański
Stanisław Kopański, poljski general, * 19. maj 1895, Sankt Peterburg, † 23. marec 1976, London.